# 노엘 피어슨
노엘 피어슨(Noel Pearson, 1965년 6월 25일 출생)은 오스트레일리아의 변호사이자 케이프요크반도의 경제 및 사회 발전을 촉진하는 단체인 케이프요크 파트너십의 설립자이다. 그는 또한 모든 오스트레일리아 학생들의 교육 성과 향상에 전념하는 단체인 굿 투 그레이트 스쿨스 오스트레일리아의 설립자이기도 하다.
피어슨은 원주민의 토지권 옹호자로 명성을 얻었으며, 이 입장을 유지하고 있다. 1990년대 말부터 그의 초점은 다양한 추가 문제로 확대되었다. 그는 원주민 정책의 방향을 바꿔야 한다고 강력히 주장했으며, 특히 복지, 약물 남용, 아동 보호, 교육 및 경제발전 문제에 주목했다. 피어슨은 이러한 문제에 대한 접근 방식이 "진보적"이라고 주장하면서도 실제로는 원주민을 복지에 의존하고 "실물 경제"에서 벗어나게 할 뿐이라고 비판한다. 그는 2000년 "언덕 위의 빛(The light on the hill)"이라는 연설에서 이러한 입장을 밝혔다.
2000년대 첫 10년 동안 피어슨은 자신이 급진적 중도주의라고 부르는 전통적인 좌파 정치의 대안을 제시하기 시작했다. 그의 선정된 저작 중 한 부분은 "급진적 중도주의를 향한 탐구(The Quest for a Radical Centre)"라는 제목이 붙어 있다.
2019년 11월, 피어슨은 정부에 대한 원주민의 목소리 공동 설계를 돕기 위해 설립된 고위 자문 그룹의 20명 구성원 중 한 명으로 발표되었다.

## 어린 시절
피어슨은 쿡타운, 퀸즐랜드주에서 태어나 케이프요크반도에 있는 루터교 선교지인 호프 베일, 퀸즐랜드주에서 자랐다. 그는 바가르무구 출신의 글렌 피어슨과 구구 야란지 출신의 아이비 피어슨의 아들이다. 그의 형제는 게르하르트 피어슨이다. 호프 베일에서 초등학교를 마친 피어슨은 브리즈번의 성 베드로 루터교 대학에서 기숙사 생활을 했다. 피어슨은 시드니 대학교에서 역사학 및 법학 학위를 받았다. 그의 역사학 논문은 호프 베일 루터교 선교지에 초점을 맞췄으며, 역사학과에서 "지도 꿈 역사(Maps Dreams History)"라는 제목으로 출판되었다.

## 1990년대
1990년 피어슨은 케이프요크 토지 협의회를 공동 설립했고, 1996년에 사임했다. 1993년 피어슨은 플린더스 섬과 케이프 멜빌 국립공원에 대한 첫 토지 청구에서 전통적 소유주 대표로 활동했으며, 이는 성공했지만 소유주들은 아직 소유권을 받지 못했다. 그는 계속해서 케이프요크의 여러 원주민 단체에 자문하고 있다.
1993년, 그는 세계 원주민의 해를 맞아 "땅의 목소리(Voices of the Land)"라는 보이어 강좌를 공동 발표한 6명의 원주민 오스트레일리아인 중 한 명이었다.
오스트레일리아 고등법원의 마보 결정 이후 피어슨은 원주민 협상 팀의 일원으로서 원주민 토지권법 1993 (Cth) 협상에서 핵심적인 역할을 했다.

## 2000년대
2000년 8월 12일, 피어슨은 벤 치플리 기념 강연인 "언덕 위의 빛(The light on the hill)"을 통해 원주민 정책에 대한 자신의 변화된 견해를 중요하게 밝혔다.
2004년, 그는 케이프요크 정책 및 리더십 연구소의 소장이 되었다.
2006년 12월 15일, 피어슨은 퀸즐랜드주 검찰국장 리안 클레어가 2004년 팜 아일랜드 주민 물룬지의 2004년 팜 아일랜드 구금 중 사망 사건에 연루된 경찰관에 대해 기소하지 않기로 한 결정과 관련하여 공개적으로 비판했다. 2007년 1월 26일, 피어슨은 로렌스 스트리트 경의 조사에서 기소에 충분한 증거가 있다고 밝혀진 후 해당 경찰관을 기소하기로 한 결정을 환영했다. 그러나 피어슨은 팜 아일랜드를 위한 20~30년 계획이 필요하다고 주장했다.
2007년 5월 11일, 피어슨과 원주민부 장관 맬 브로우는 피어슨의 고향인 호프 베일을 위한 새로운 복지 제도를 시작했다. 이 제도는 주택 개선을 위한 자금과 주택 소유를 위한 저금리 대출을 제공한다. 5월 24일, 피어슨은 "백인의 죄책감, 희생자 의식, 그리고 급진적 중도주의를 향한 탐구(White guilt, victimhood and the quest for a radical centre)"를 출판했는데, 이는 정책 수립 및 시행의 어려움에 대한 그의 이해를 길게 설명한 글이다.
2007년 6월 14일, 피어슨은 복지 개혁에 대한 케이프요크 연구소의 보고서를 발표했다. 이 보고서는 원주민부 장관 맬 브로우에 의해 환영받았다.
2007년 9월 17일, 총리 하워드가 선거 패배에 직면했을 때, 노엘 피어슨은 그에게 6,000단어의 편지를 보내 하워드의 재선 가능성이 원주민과의 화해와 관련된 극적인 제스처에 있다고 주장했다. 피어슨은 하워드가 원주민 인정을 위한 국민투표를 약속해야 하며, 하워드가 오스트레일리아 유권자들에게 "자신의 영혼을 드러내야"만 원주민 관계의 흐름에 영향을 미칠 수 있는 독특한 위치에 있다고 주장했다. 하워드는 피어슨의 조언을 받아들여 10월 11일 국민투표 계획을 발표했지만, 선거에서 완전히 패배했다.
2014년 11월, 피어슨은 전 총리 고프 휘틀럼을 위한 율로지로 열렬한 칭찬을 받았다. 이 연설은 오스트레일리아 언론에서 "우리 시대 최고의 정치 연설 중 하나"로 극찬받았다.
2019년 11월, 피어슨은 켄 와이엇 원주민 오스트레일리아인 장관이 설립한 정부에 대한 원주민의 목소리 공동 설계를 돕기 위한 고위 자문 그룹의 20명 구성원 중 한 명으로 발표되었다. 이 그룹은 와이엇, 마르시아 랭턴 및 톰 칼마가 공동 의장을 맡고 있다.

## 2020년대
2022년 10월 27일, 피어슨은 그의 보이어 강좌 첫 번째 강연인 "우리는 누구였고, 누구일 수 있는가: '인식'(Who we were and who we can be: 'Recognition')"을 진행했다. 이 강연에서 피어슨은 원주민 의회 목소리를 통해 오스트레일리아 헌법을 개정하여 애버리지니와 토레스 해협 섬 주민들을 오스트레일리아의 최초 주민으로 인정하자는 제안을 탐구한다.
2024년 8월, 피어슨은 광업 회사 포테스큐의 이사회에 합류했다.

## 견해

### 노던 준주 개입에 대한 지지
2007년 6월 20일, 피어슨은 애버리지니 아동 성 학대와 관련하여 개입의 필요성을 주장했다. 6월 21일, "어린 아이들은 신성하다"라는 보고서에 대한 응답으로, 오스트레일리아 총리 존 하워드는 노던 준주 원주민 공동체의 아동 학대 문제가 위기점에 도달했다고 선언하고, "국가 비상 대응"을 시작했다. 이 대응에는 인종차별 금지법의 유예, 원주민 수입의 강제 관리, 경찰 및 보건 인력 배치, 허가 시스템 폐지, 원주민 토지 강제 수용, 알코올 금지 등 일련의 개입이 포함되었다. 피어슨은 이러한 조치에 대해 한정된 지지를 표명했지만, 이에 대해 일부 비판을 받기도 했다. 7월 18일, 원주민부 장관은 연방 정부가 "도움에서 자립으로(From Hand Out to Hand Up)"에서 권고된 케이프요크 복지 개혁 시범 사업에 자금을 지원할 것이라고 발표했다.
피어슨의 개입에 대한 입장은 다른 원주민 지도자들과 오스트레일리아 공동체 구성원들로부터 지지와 반대를 모두 받았다. 2007년 11월 30일, 선도적인 원주민 학자 마르시아 랭턴은 노던 준주 비상 대응의 필요성을 주장했다. 랭턴은 피어슨의 주류 판매점 폐쇄 및 각 공동체에 아동 위원회와 보호소 설립 제안을 지지했다. 반면 12월 7일, 2006년 11월부터 2007년 5월까지 피어슨의 케이프요크 파트너십에서 오루쿤 복지 개혁 프로젝트에 참여했던 필립 마틴은 부적절한 치안 및 주택과 같은 다른 문제들이 해결되지 않는 한 피어슨의 복지 개혁 접근 방식은 작동할 수 없다고 주장했다.
2007년 9월 20일, 피어슨이 8월 12일 맬 브로우와 노던 준주 원주민 지도자 갈라르위 유누핑구 간의 비밀 회담을 주선했다고 보도되었다. 이 회담에서 유누핑구는 노던 준주 비상 대응에 대한 자신의 입장을 바꾸어, 해당 조치에 반대하기보다는 개입이 원주민 공동체에게 기회라고 결정했다. 유누핑구는 또한 아넘랜드에 있는 자신의 공동체 군양가라(스키 비치)에 대한 99년 임대에 관한 양해각서에 서명했다. 그는 또한 노던 준주에 장로 위원회를 설립하여 정부에 개입 과정에 대해 조언하기로 동의했다.
유누핑구는 나중에 개입에 대한 자신의 입장을 바꾸어, 개입이 실패했으며 "3년이 지났지만 원주민을 더 부유하게 하거나 건강하게 하거나 행복하게 만들지 못했다. 이것은 정말로 사람들을 더 비참하게 만들고 있다… 다시 시작하자"고 말했다.
10세 소녀가 관련된 오루쿤 강간 사건에 대해 언급하며, 피어슨은 2007년 12월 12일 이 사건이 "비극적인 빙산의 일각"이며, 기능 장애가 있는 위험한 가정 환경에서 원주민 어린이를 분리하는 데 주저함이 없어야 한다고 말했다. 그러나 그는 노던 준주 비상 개입을 퀸즐랜드주로 확대하라는 요구는 지지하지 않았다. 피어슨은 12월 15일 원주민 아동 성 학대가 복지 수급자들이 의무를 이행하는지 여부를 결정하는 "가족 책임 위원회"를 설립함으로써 줄어들 수 있다고 주장했다. 러드 총리는 가까운 시일 내에 퀸즐랜드주로 개입을 확대하는 것을 배제했지만, 피어슨의 "가족 책임 위원회" 제안에 대해 퀸즐랜드주 정부와 논의 중이라고 밝혔다.

### 헌법 개정
2007년 11월 24일, 오스트레일리아 연방 선거 당일, 피어슨은 선거 이틀 전 원주민 오스트레일리아인을 위한 헌법적 인정을 추구하겠다는 약속을 파기한 케빈 러드 야당 대표를 강력히 비난했다. 러드는 처음에는 선거 운동 첫날 존 하워드의 원주민 오스트레일리아인 인정을 위한 국민투표 추진 제안에 대해 초당적 지지를 약속했지만, 11월 23일 러드가 선거에서 승리할 경우 "하워드 씨의 화해 서문 계획을 추구할 가능성이 낮다"고 밝혔다고 보도되었다. 러드가 선거에서 승리한 다음 날, 페니 웡 노동당 상원의원은 원주민과 다른 오스트레일리아인 간의 격차를 줄이는 것을 목표로 하는 상징적 조치보다 실질적인 조치에 집중하는 자신들의 정책을 옹호했다.
피어슨은 "상징적인 것과 실질적인 것" 두 가지 분야에서 헌법 개정을 요구했다.
- 적절한 서문 [헌법에서 원주민 인정]
- 상원 법률 및 헌법 위원회의 1983년 마카라타 보고서에서 제안된 것과 유사한 국가 협정에 대한 헌법적 권한을 제공하는 새로운 권한."[58]

2008년 4월, 오스트레일리아 2020 정상 회의에 참석한 후, 피어슨은 원주민 오스트레일리아인을 인정하려는 어떠한 헌법 개혁 제안도 오스트레일리아 인구의 광범위한 범위에 수용 가능한 형태여야 한다고 주장했다. 따라서 그는 주권 국가 간의 조약보다는 "국내 협정"이 더 바람직할 것이라는 믿음을 표명했다.
2008년 2월 12일, 빼앗긴 세대에게 의회 사과가 있기 전날, 피어슨은 사과 문제에 대한 자신의 복잡하고 갈등적인 견해를 설명했다.
피어슨은 2008년 8월 21세 미만 원주민 오스트레일리아인에게는 복지 혜택을 주지 말아야 한다고 주장했다.

### 와일드 리버스 논쟁
2007년 11월 14일, 피어슨이 애나 블라이의 퀸즐랜드주 정부와 케빈 러드가 이끄는 연방 노동당 야당이 "원주민을 팔아넘겼다"고 비난했으며, 케이프요크 지역의 개발을 막는 계획이 그린스의 선호를 얻기 위한 시도라고 보도되었다. 피어슨은 케이프요크에서 복지 개혁이 시도되고 있는 바로 그 순간에 그러한 조치로 인해 원주민 인구의 경제적 기회가 "좌절될" 것이라고 주장했다.
2009년 4월, 피어슨은 2004년에 설립한 케이프요크 연구소 소장직을 일시적으로 휴직했다(당시에는 완전히 사임했다고 주장했음). 피어슨은 퀸즐랜드주 정부가 원주민 토지의 특정 강을 "야생 강"으로 선언하는 법안을 도입한 것에 반대했다. 그는 이 법안이 강 지역의 경제 개발을 어렵거나 불가능하게 만들 것이며, 애나 블라이 정부가 선거 목적으로 그린스와 긴밀한 관계를 유지하려는 시도이며, 지역 원주민 인구의 이익에 반한다고 진술했다. 따라서 그는 이전에 주요 관심사였던 토지권 문제로 돌아가기 위해 소장직을 사임하기로 결정했다고 밝혔다. 나중에 피어슨이 실제로 소장직에서 물러나지 않고 일시적으로 휴직만 했다는 사실이 밝혀졌다.
2009년 피어슨은 "선교지에서 벗어나다: 선정된 글(Up from the Mission: Selected Writings)"이라는 제목으로 자신의 글 모음을 출판했으며, "급진적 희망: 오스트레일리아의 교육과 평등(Radical Hope: Education and equality in Australia)"이라는 제목의 쿼터리 에세이를 발표했다.

## 논란

### 반유대주의 발언 의혹
2023년 4월, 예비 원주민 오스트레일리아인 장관 줄리안 리서는 국민투표가 통과될 경우 누가 원주민 의회 목소리에 참여할 수 있을지 의문을 제기했다. 피어슨은 이에 대해 원주민 오스트레일리아인이 옷에 특정 배지를 달거나 특정 문신을 해야 하는지 되물었다. "보이스"의 반대자인 스카이 뉴스 오스트레일리아 진행자 페타 크레들린은 이러한 발언이 리서를 아돌프 히틀러에 비유한 것이라고 주장했으며, 이는 리서가 유대인이고 유대교를 믿는다는 사실에도 불구하고 그러했다. 그녀는 다음과 같이 말했다.

"이 질문은 나치가 유대인에게 했던 일, 즉 옷에 다윗의 별을 달고 나중에 죽음의 수용소에서 팔에 숫자를 문신했던 일에 대한 명확한 언급이었습니다. 그것은 신중하게 선택된 단어들로 계산된 공격이었으며, 유대 신앙을 자랑스럽게 여기는 리서를 겨냥한 의도적인 비열한 공격이었습니다."

피어슨은 유월절 기간에 이러한 발언을 했다. 자유당에 남아 있으면서도 "보이스"를 지지하기 위해 예비 내각에서 사임한 리서는 나중에 피어슨의 발언을 비난하며 다음과 같이 말했다.

"노엘의 주장에 매우 실망했습니다. 그는 유월절 기간에 그런 발언을 했습니다. 사실 그가 그런 발언을 할 때 저는 아들을 시나고그에 데려가고 있었습니다. 그런 종류의 논쟁을 벌여서는 안 됩니다. '찬성'을 주장하는 사람들이 의심하는 사람들의 우려와 질문을 이해하는 것이 중요하다고 생각합니다. 그리고 그것이 제가 이번 국민투표 운동에서 행동할 방식입니다."

피어슨의 발언은 앤드류 볼트와 같은 다른 스카이 뉴스 기자들과 전 빅토리아 자유당 대표 마이클 크로거에 의해 비난받았다. 그러나 전 노동당 상원의원 스티븐 콘로이는 나치즘과의 비교를 부인했지만, 여전히 시기와 단어 선택이 좋지 않았음을 인정했다.

### 언어 폭력 의혹
그는 또한 "궁둥이 가리개", "구더기", "똥 덩어리", "젠장할 백인 년"과 같은 모욕적인 언어를 사용하여 일부 정치적 반대자들을 묘사한 것으로 알려져 있다. 피어슨은 이러한 혐의를 부인한다.

## 개인 생활
2012년 8월 피어슨은 림프암으로 4개월간의 화학요법을 받았다고 밝혔다.
2017년 5월, 기밀 법적 합의의 일환으로 가디언 오스트레일리아는 2017년 1월에 게시했던 명예 훼손 주장을 담은 기사에 대해 노엘 피어슨에게 사과했다. 신문은 "해당 기사의 노엘 피어슨 씨에 대한 언급이 거짓이었음을 인정하며, [...] 기사에 명시된 노엘 피어슨 씨에 대한 진술을 무조건 철회하고, 그에게 가해진 피해와 고통에 대해 사과한다"고 밝혔다.